# Basílica de los Cuatro Santos Coronados
La Basílica de los Cuatro Santos Coronados (en italiano, Santi Quattro Coronati) es una antigua iglesia romana. Data del siglo IV o V, y está dedicada a cuatro santos y mártires anónimos. El complejo de la basílica, con sus dos patios, el Palacio Cardenal fortificado, la capilla de San Silvestre y el monasterio benedictino o camaldulense con su claustro estilo cosmatesco, se alza en una parte verde y silenciosa de Roma, entre el Coliseo y San Juan de Letrán, en una ambientación propia de otra época.

## LosCuatro Santos Coronados
Los «cuatro santos coronados» (Santi Quattro Coronati) se refiere a cuatro santos mártires de nombre desconocido. El martirio es simbolizado desde antiguo mediante una palma en la mano y la coronación.  Según la Pasión de San Sebastián, los cuatro santos eran soldados que rechazaron hacer un sacrificio a Esculapio, y por lo tanto fueron ejecutados por orden del emperador Diocleciano (284-305). Los cuerpos de los mártires fueron enterrados en el cementerio de los Santos Marcelino y Pedro, en la cuarta milla de la vía Labicana, por el papa Melquíades y san Sebastián (cuyo cráneo se conserva en la iglesia). Melquíades decidió que los mártires debían ser venerados con los nombres de Claudio, Nicóstrato, Simproniano y Castorio; estos nombres - junto a un quinto, Simplicio - eran los de cinco canteros mártires de Panonia. Los cuatro de Roma fueron más tarde identificados con los cuatro mártires de Albano: Segundo (o Severo), Severiano, Carpóforo y Victorino. Sus cuerpos se conservan en cuatro antiguos sarcófagos en la cripta. Según una lápida datada en 1123, la cabeza de uno de ellos está enterrada en Santa Maria in Cosmedin.

## Historia
Según la tradición la primera iglesia fue comenzada por el papa Melquíades, en el siglo IV en la ladera norte del monte Celio. Una de las primeras iglesias de Roma, gozó del nombre de Titulus Aemilianae por la fundadora, quien probablemente era propietaria de una villa romana cuya estructura es evidente debajo de la iglesia. Ésta fue completada a finales del siglo VI, y debido a su proximidad con la residencia papal medieval del Palacio de Letrán, en su día fue prominente. La primera renovación aconteció con el papa León IV (847-855), quien construyó la cripta bajo la nave, añadió naves laterales, cerró el patio ante la fachada y construyó el campanario y las capillas de santa Bárbara y san Nicolás. La nueva destacada basílica, de estilo carolingio tenía 95 metros de largo y 50 de ancho.

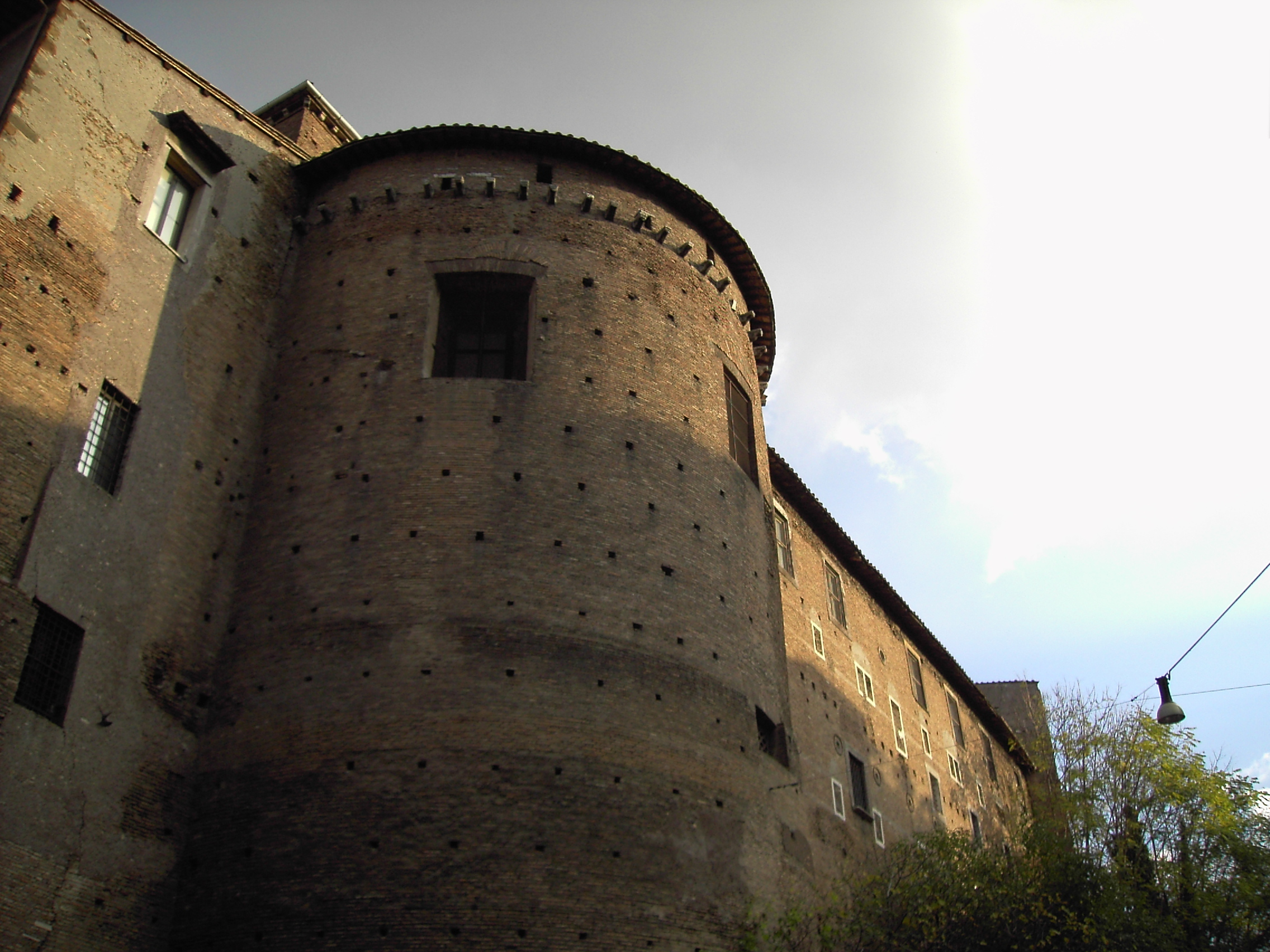
Ábside y palacio cardenalicio.

Esta iglesia, sin embargo, fue quemada hasta sus cimientos por las tropas de Roberto Guiscardo durante el saqueo normando de Roma. En lugar de reconstruir la basílica original a escala, el papa Pascual II construyó una basílica más pequeña con dos patios, uno frente a otro; el primero se corresponde al patio original del siglo IX, mientras que el segundo se encontraba sobre la parte inicial de la nave. Dos pasillos laterales se incluyeron en el Palacio Cardenalicio (a la derecha) y en el monasterio benedictino fundado por el propio Pascual (a la izquierda). El ábside original de la basílica, sin embargo, fue conservado, y parece de tamaño desmesurado en relación con la nueva iglesia, cuya nave se dividió en tres partes por medio de columnas. La nueva iglesia fue consagrada el 20 de enero de 1116. En 1338 era una posesión de la abadía de Sassovivo.
En el siglo XIII se le añadió un claustro cosmatesco. El Palacio Cardenalicio fue ampliado por el cardenal Stefano Conti, sobrino del papa Inocencio III.  El cardenal Conti también transformó el palacio en una fortaleza, para conceder refugio a los papas en Letrán durante el conflicto con los emperadores Hohenstaufen. En 1247 fue consagrada la capilla de san Silvestre, en la planta baja de la fortaleza; contiene frescos representando las historias del papa Silvestre I y del emperador Constantino I, entre ellos el bautismo del emperador, hecho no acreditado históricamente. Pintada con el telón de fondo de las luchas políticas entre el papa Inocencio IV y el recientemente excomulgado sacro emperador romano Federico II Hohenstaufen, los frescos querían subrayar la deseada soberanía de la iglesia (el papa Silvestre) sobre el Imperio (Constantino).
Cuando los papas se trasladaron a Aviñón, el Palacio Cardenalicio cayó en la ruina. Y luego, al regreso de los papas a Roma con Martín V, fue necesaria una restauración. Sin embargo, cuando la residencia papal se trasladó desde el Laterano al palacio del Vaticano, esta basílica perdió su importancia. En 1564, el papa Pío V confió la basílica y los edificios que la rodeaban a los agustinos, quienes aún sirven aquí.
El interés en la historia de este complejo se renovó en 1913, gracias al trabajo del Superintendente de Bellas Artes Antonio Muñoz. Una vez que el edificio se convirtió en un orfanato, las monjas agustinas pusieron un torno en la entrada, que se usó como una «caja» de depósito de los niños no deseados.

## Decoración interior
El ábside contiene varios frescos (1630) de Giovanni da San Giovanni de los cuatro santos mártires patronos, Severo, Severiano, Carpoforo y Victorino. El retablo de la nave izquierda de S.Sebastiano curato da Lucina e Irene fue pintado por Giovanni Baglione. El segundo patio conserva la entrada al Oratorio di San Silvestro, con frescos de origen medieval, así como otros de Raffaellino da Reggio.

## Titulus
Cuatro Santos Coronados fue la primera iglesia en Roma que tuvo un titular no italiano; Dietrich de Tréveris fue nombrado titular en 975 por el papa Benedicto VII. El actual cardenal sacerdote del Titulus Ss. Quattuor Coronatorum es el cardenal Roger Mahony, arzobispo emérito de Los Ángeles (Estados Unidos). Entre titulares previos están: el papa León IV (847), el rey Enrique de Portugal, quien, en 1580, donó el magnífico techo de madera, y el papa Benedicto XV (1914).

## Frescos descubiertos
En 2002 la historiadora del arte Andreína Draghi descubrió un conjunto de frescos que se remontan al siglo XIII, mientras restauraba la sala gótica del monasterio. La mayor parte de las escenas estaban bien conservadas bajo una espesa capa de escayola, y representan a los Doce Meses, las Artes Liberales, las Cuatro Estaciones y el Zodiaco. La imagen del rey Salomón, un pío y un juez, pintada en la pared septentrional llevó a los eruditos a considerar que la habitación tenía como destino ser sala de Justicia. La escayola es posible que se aplicara después de la Peste Negra de 1348 por razones higiénicas, o quizá en el siglo XV, cuando los camaldulenses dejaron el monasterio.